# Play: The Videos
Play: The Videos ist eine Kompilation von Musikvideos des englischen Singer-Songwriters und Rock-Musikers Peter Gabriel, die am 25. Oktober 2004 von Real World Records in Großbritannien und am 16. November 2004 Warner Music Vision in den USA veröffentlicht wurde.

## Veröffentlichung
Neben der Veröffentlichung als Einzeldisc erschien Play: The Videos auch 2013 als Bonus-Disc als Teil der DVD- und Blu-ray-Veröffentlichung von Live in Athens 1987.

## Beschreibung
Nach John Metzger von The Music Box enthält die DVD enthält 26 Ausschnitte aus Peter Gabriels Solokarriere – drei davon als Bonustrack. Die Kompilation hebt alle wichtigen Kurzfilme hervor, die Gabriel mit Hilfe einer Reihe visueller Künstler wie Stephen R. Johnson, François Vogel und Sean Penn erstellt hat. Bei der Betrachtung des sequenziellen Stroms seiner Errungenschaften kann der Betrachter sehen, warum Gabriel so erfolgreich ist und verehrt wird: Nicht nur die Bilder als atemberaubend beschrieben, sondern auch die einzelnen Handlungsstränge, so abstrakt sie auch sein mögen, werden als perfekt zur emotionalen Resonanz der Songs passend betrachtet, die sie unterstützen sollen. Von der frenetischen Sexualität des knirschenden R&B-Grooves von Sledgehammer über die warme Intimität von Father, Son bis hin zur turbulenten emotionalen Befreiung von Red Rain gibt es keinen Moment und keine Stimmung, die nicht durch die visuelle Untermalung verstärkt wird. Alle Lieder werden mit atmosphärischem 5.1-Surround-Sound untermalt, der neu abgemischt wurde (sowohl DTS- als auch Dolby-Digital-Versionen sind enthalten). Das Endergebnis wird als eine atemberaubende Erfahrung, die die Grenzen zwischen Kunst und Kommerz deutlich verwischt beschreiben. Play: The Videos setzt insbesondere im Soundbereich neue Maßstäbe und bietet eine komplette Werkschau.

## Entstehung
Das erste Problem bestand darin, das beste Ausgangsmaterial für Peters Videos zu finden. Alle Videos, die restauriert werden mussten, durchliefen danach mehrere Echtzeit-Bereinigungsprozesse bei Ascent Media in Soho und dann, falls erforderlich, einen letzten manuellen Durchlauf auf einem Edifis-System, um Fehler Bild für Bild zu entfernen. Das Audio-Remixing war eine sehr komplexe und zeitaufwändige Aufgabe. Daniel Lanois, der Produzent der Alben So und Up, wurde von Peter Gabriel hinzugezogen, um dem Projekt neuen Schwung und Energie zu verleihen. Die Mixe wurden von Daniel Lanois und Richard Chappell erstellt. Zu den auffälligeren Änderungen gehören das extreme Drum-Surround-Panning in Red Rain und die deutlicheren Backing Vocals von Kate Bush in Games Without Frontiers. Es sind Hunderte von neuen Bearbeitungen und Klängen in den neuen Surround-Mischungen zu hören, wenn man ein System hat, das sie wiedergeben kann.

### Technische Details
Die DVD enthält remasterte Tonspuren der Songs in DTS 5.1 (DTS 96 kHz/24-bit) und Dolby Digital 5.1 Surround Sound. Die neuen Surround-Sound-Mixe wurden von Daniel Lanois und Richard Chappell erstellt.

## Titelliste
Alle Titel wurden von Peter Gabriel geschrieben, außer Shaking the Tree, das Gabriel gemeinsam mit Youssou N’Dour geschrieben hat.

### Hauptteil
1. Father, Son
2. Sledgehammer
3. Blood of Eden
4. Games Without Frontiers
5. I Don’t Remember
6. Big Time
7. Lovetown
8. Red Rain
9. In Your Eyes
10. Don’t Give Up
11. The Barry Williams Show
12. Washing of the Water
13. Biko
14. Kiss That Frog
15. Mercy Street
16. Growing Up
17. Shaking the Tree
18. Shock the Monkey
19. Steam
20. The Drop
21. Zaar
22. Solsbury Hill
23. Digging in the Dirt

### Musik-Extras
(In den gleichen Audioformaten wie der Hauptteil vorhanden.)
1. Games Without Frontiers (Live 2004) (Bonustrack)
2. Modern Love (Original 1977 Music Video, Bonustrack)
3. The Nest That Sailed The Sky (Bonustrack)

### Trailer
1. Trailer für Growing Up Live (Bonustrack)
2. Trailer für Growing Up on Tour: A Family Portrait (Bonustrack)
3. Trailer für Secret World Live (Bonustrack)

### Weitere Extras
1. Credits (mit einem neuen Instrumental-Mix von In Your Eyes von Richard Chappell)
2. Programmable 18 Track Jukebox (zum Erstellen einer eigenen Playlist)

## Mitwirkende Technik
(Quelle:)
- Marc Bessant – Artwork, Verpackungs-Design
- Tchad Blake – Audio-Mix (Growing Up und The Barry Williams Show)
- Richard Chappell – Audio-Mixe
- Tony Cousins – Mastering
- Ben Findlay – Audio-Mixe
- Peter Gabriel –  leitender Produzent
- Armando Gallo – Fotografie
- Stefan Goodchild – DVD-Authoring
- Paul Grady – Audio-Mixe
- Daniel Lanois – Audio-Mixe
- Mike Large – Executive Producer
- Stephen Lovell-Davis – Fotografie
- Susie Millns – Design-Koordination
- Charlie Murphy – Fotografie
- Arnold Newman – Fotografie
- Lee Parry – DVD-Authoring
- Annie Parsons – Assistentin für Peter Gabriel
- Ray Still – Executive Producer
- York Tillyer – DVD-Authoring, Fotografie

## Rezeption
John Metzger schrieb in The Music Box: „Nach dem Aufkommen von MTV wurden Musikvideos zu einem festen Bestandteil der Marketingkampagnen der großen Musiklabel, aber nur wenige Künstler fühlten sich wirklich wohl dabei, in diesem bis dahin nicht realisierten visuellen Rahmen zu arbeiten. Im Wesentlichen bedeutete ihre Unfähigkeit, sein Potenzial zu begreifen, dass sie das Format nie als etwas anderes als einen kommerziellen Zweck betrachteten. Wenn das Medium jedoch richtig konstruiert ist, wird es zu einer neuen Methode des kreativen Ausdrucks, und Peter Gabriel, der seine Konzerte schon immer als Theaterstücke betrachtet hat, war typischerweise an der Spitze dieser sich entwickelnden Kunstform. Es überrascht daher nicht, dass die meisten Kompilationen, die Material aus dem Reich von MTV enthalten, sich wie ein endloser Strom bedeutungsloser Werbung anfühlen, während Gabriels Play –  The Videos seinen fesselnden, innovativen Charme für die Dauer seiner zwei Stunden und 20 Minuten beibehält.“